# Tiffeneau-Ringerweiterung
Die Tiffeneau-Ringerweiterung (auch Tiffeneau-Demjanow-Reaktion, -Umlagerung oder -Ringerweiterung) ist eine Namensreaktion aus dem Bereich der Organischen Chemie und beschreibt die Synthese von ringerweiterten, cyclischen Ketonen ausgehend von 1-Aminomethylcycloalkoholen (β-Aminoalkohol).

## Übersichtsreaktion
Die Reaktion wurde in zwei Teilschritten entdeckt. 1901 beobachtete der russische Chemiker Nikolai Jakowlewitsch Demjanow (russisch: Николай Яковлевич Демьянов; 1861–1938), dass bei der Diazotierung von Aminomethylcycloalkanen cyclische Ketone unter Ringexpansion  entstehen. Diese Reaktion wurde nach ihm als Demjanow-Umlagerung benannt. 1937 publizierten Marc Tiffeneau (1873–1945), Weill und Tchoubar ihre Resultate zur Diazotierung von 1-Aminomethylcyclohexanol, wobei Cycloheptanon entsteht:
Die Tiffeneau-Demjanow-Reaktion gehört zur Gruppe der über Carbeniumionen verlaufenden Umlagerungen wie auch die Wagner-Meerwein-Umlagerung. Besondere Ähnlichkeit besteht wegen der 1,2-Verschiebung des Alkylrestes zur Pinakol-Umlagerung.

## Reaktionsmechanismus
Der Reaktionsmechanismus soll am Beispiel von Cyclohexanon aus 1-Aminomethylcyclopentanol 1 und verdünnter Salpetriger Säure gezeigt werden. Hierzu wird im ersten Schritt das elektrophile Nitrosylkation 2 hergestellt, welches von dem freien Elektronenpaar des Stickstoffs in der Aminogruppe angegriffen wird. Nach Abschluss der Diazotierung liegt ein Diazonium-Kation 3 vor.
Da aliphatische Diazoniumsalze nicht resonanzstabilisiert sind und somit keine stabilen Verbindungen darstellen, neigen sie zum Zerfall und spalten schnell ein Stickstoffmolekül ab, wodurch ein primäres Carbeniumion 4 entsteht. Primäre Carbeniumionen sind sehr instabil und lagern sofort unter einer 1,2-Verschiebung des Alkylrestes um, die zu einer Ringerweiterung und der Entstehung eines mesomeriestabilisierten Carbeniumions 5 führt. Die Abspaltung von Stickstoff und die Umlagerung erfolgen konzertiert, daher ist der Mechanismus formal nicht SN1, sondern SNi. Die anschließende Deprotonierung führt zu Cyclohexanon (6).

## Anwendung
Die Reaktion kann dazu genutzt werden, cyclische Ketone um eine Methylengruppe zu erweitern.
Hierzu wird an die Carbonylgruppe des Ketons 1 beispielsweise Nitromethan oder Cyanwasserstoff angelagert und die entsprechenden Reaktionsprodukte (Nitromethylalkohol 2 bzw. Cyanhydrin 3) zum β-Aminoalkohol 4 hydriert.
Die Umlagerung des β-Aminoalkohols durch die Tiffeneau-Demjanow-Reaktion ergibt dann das ringerweiterte Keton 5.